# پالمیتویل-کوآ
پالمیتویل-کوآ (به انگلیسی: Palmitoyl-CoA) با فرمول شیمیایی C37H66N7O17P3S یک ترکیب شیمیایی با شناسه پاب‌کم 986 است. که جرم مولی آن ۱۰۰۵٫۹۴ گرم بر مول می‌باشد. 